# Ponte romano sul Rubicone
Il ponte romano sul Rubicone è un ponte in pietra d'Istria costruito in epoca romana lungo il fiume Rubicone. Si trova a Savignano sul Rubicone, in Emilia-Romagna. Realizzato probabilmente da Augusto intorno al I secolo d.C., è successivo al celebre attraversamento del Rubicone compiuto dalla Legio XIII Gemina nel 49 a.C., prima del quale Cesare pare abbia esclamato alea iacta est.

## Storia

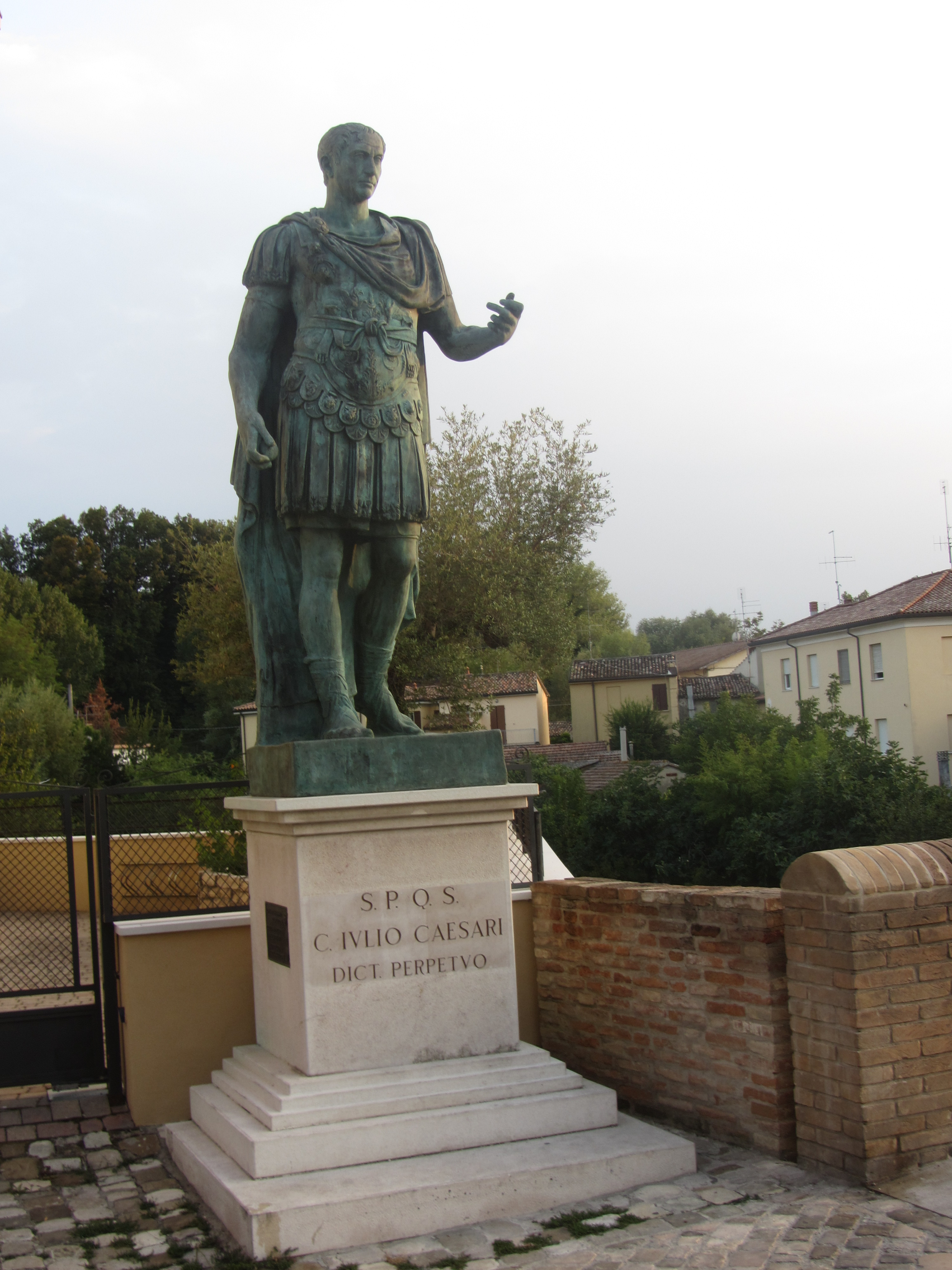
Statua di Giulio Cesare presso il ponte romano sul Rubicone. Il ponte è stato realizzato successivamente al celebre attraversamento del Rubicone compiuto da Cesare

Il ponte romano di Savignano è il più noto monumento della città di cui è il simbolo stesso. La data esatta di costruzione non è nota: fu definito "consolare" da alcuni storici, mentre secondo altri andrebbe collocato all'epoca di Augusto. 
È stato quindi costruito successivamente al celebre attraversamento del Rubicone compiuto dalla Legio XIII Gemina nel 49 a.C., prima del quale Cesare pare abbia esclamato alea iacta est ("il dado è tratto").
Nel corso dei secoli il ponte romano subì varie modifiche e rimaneggiamenti. Nel 1450 Sigismondo Pandolfo Malatesta fece asportare le spalline o parapetti laterali usando i blocchi di pietra come materiale per la costruzione del Tempio Malatestiano di Rimini. 
Tra il XIV e il XVII secolo furono sovrapposte al ponte due torri quadrangolari, che servivano da porte di ingresso al castello e al paese e avevano una funzione di difesa e di controllo.
Dopo aver resistito per secoli a vicende atmosferiche e guerre, il ponte fu fatto saltare con l'impiego di cariche di esplosivo dall'esercito tedesco in ritirata nel settembre del 1944. I blocchi di pietra furono però successivamente quasi tutti recuperati, numerati e infine ricollocati al loro posto per la ricostruzione, che fu realizzata tra il 1963 e il 1965. 
Nella ricostruzione fu fatta la scelta di eliminare ogni sovrastruttura successiva all'epoca romana; perciò non furono ricostruiti né il rivestimento medievale di mattoni intorno ai pilastri centrali, né le due spalline laterali pure in mattoni, sostituite da semplici ringhiere in ferro. 
Un ulteriore restauro, concluso nel 2005, ha portato al rifacimento del manto stradale, all'eliminazione delle ringhiere e al ripristino delle spalline laterali in mattoni.

## Descrizione
È costituito da tre grandi arcate di pietra, poggianti su due pilastri centrali. Il tutto è formato da grandi blocchi di pietra d'Istria, un calcare compatto e resistente che non esiste in zona, e che quindi presumibilmente fu importato via mare. 
È lungo complessivamente, da sponda a sponda, 24,20 m; gli archi hanno una larghezza massima interna di 6,50 m, mentre la loro altezza massima è di 8,25 m. Il ponte, complessivamente, è largo 7 m e alto 10 m. La carreggiata è unica, divisa in due corsie.